# Армянская полугрубошёрстная овца
Армянская полугрубошёрстная порода овец — парнокопытное млекопитающее из рода баранов семейства полорогих.

## История
Районы, где выводилась порода, являются горными и находятся на высоте от 1200 до 3500 метров над уровнем моря. Здесь выпадают 450—750 мм осадков, климат континентальный. Больше половины сельскохозяйственных угодий составляют горные каменистые пастбища. Зимой от 3 до 5 месяцев овцы содержатся в овчарне и кормятся грубыми кормами.
Работы по выводу породы в Армянской ССР учёными во главе с академиком Рухикяном начались в 1931 году и завершились в конце 1983 года, а уже в 1984 году армянская полугрубошёрстная порода овец была официально зарегистрирована.
История вывода породы состояла из двух этапов. Сперва скрещивались грубошёрстные овцы породы «балбас» с баранами породы «линкольн», в результате чего была получена Арагацкая породная группа овец. После, начиная с 1952 года производилось вводное скрещивание чистопородных маток балбасской породы с баранами арагатской породной группы и разведением животных желательного типа, в результате чего была создана новая порода овец которая сохранила ценные биологические качества и выносливость грубошёрстных балбасских овец.
По данным на 1990 год численность овец армянской породы составляла 171 948 гол. (50 % чистопородных), включая 5077 племенных баранов, 2500 других баранов и 112 481 маток и ярок старше года.
После развала Советского Союза произошла ликвидация специализированных животноводческих хозяйств и была осуществлена передача животных сельским жителям, в результате чего началось непроизвольное скрещивание разных пород. С целью возрождения популяции Армянской полугрубошёрстной породы овец правительством Армении проводится реализация ряда проектов, в рамках которых сельским жителям бесплатно выдавались ягнята армянской породы, корма, медикаменты а также осуществлялось зооветеринарное обслуживание. Целью программы по овцеводству является полный переход деревень в которых проводится реализация проекта на выращивание армянской чистокровной полугрубой породы овец.

## Характеристика породы

### Внешние данные
Животные армянской породы весьма крупные, крепкого сложения, с хорошими мясными формами, приспособлены к условиям пастбищного содержания в горах. Голова легкая с прямым профилем. Грудь глубокая, но недостаточно широкая. Туловище компактное, линия спины прямая, крестец несколько спущен. Ноги крепкие, средней длины с крепким копытным рогом. Хвост средней величины с двухподушечным жировым отложением спускается до скакательного сустава.
Высота в холке животных этой породы у баранов составляет от 74 до 75 см, у маток 65—69 см, высота в крестце соответственно 74-75 и 67—69 см, ширина груди — 23-24 и 20—21 см, глубина груди — 35-36 и 31—32 см, косая длина туловища — 17-71 и 65—67 см, обхват груди — 99-101 и 90—93 см, обхват пясти примерно у баранов 9,8−10,0 и 8,0—8,5 см у маток.

### Производственные данные
Главная особенность армянской породы это исключительно белая упругая шерсть косичного строения с достаточно выраженными блеском и жиропотностью, применяемая для выделки ковров Средняя живая масса баранов составляет от 80 до 90 кг, маток 50 — 55 кг. Настриг чистой шерсти в среднем у одного барана составляет от 2,5 до 3,5 кг, у матки 1,5 — 1,9 кг. Средняя длина косицы шерсти у баранов составляет от 16 до 20 см, у маток 14—18 см, пуха соответственно 12—14 и 10—12 см. Содержание пуха колеблется от 40 до 60 %. Толщина пуха составляет 21,0—26,5 мкм, переходного волоса и ости — 41,2—48,2 мкм. У единичных животных встречаются сухие волокна. Жирность молока овец в среднем 5,9 %, удои составляют 100—120 кг за лактацию. Плодовитость маток в зависимости от условий колеблется от 92 до 115 %.